# NGC 2255
NGC 2255 في الفهرس العام الجديد، هي مجرة، تقع في كوكبة الحمامة. اكتشفت في 2 فبراير 1835 بواسطة جون هيرشل.

## روابط خارجية
- NGC 2255 على موقع ويكي سكاي: DSS2, SDSS, GALEX, IRAS, Hydrogen α, X-Ray, Astrophoto, Sky Map, Articles and images